# Državna cesta D406
D406 je državna cesta na Hrvaškem s skupno dolžino 2,9 km. V bližini vasi Prizna v Liško-senjski županiji se odcepi od državne ceste D8 in vodi do trajektnega pristanišča v Prizni, ki povezuje celino s krajem Žigljen na otoku Pagu. Od tam vodi državna cesta D106, ki je speljana prek otoka.